# Lordiversitour
Lordiversitour es un tour de la banda de hard rock Lordi, que comenzó el 8 de octubre de 2022. La gira solamente contempló países de Europa, terminando en Finlandia el 10 de diciembre de 2022.

## Gira
- 8 de octubre - Sofía, Bulgaria
- 10 de octubre - Bucarest, Rumania
- 11 de octubre - Cluj, Rumania
- 12 de octubre - Budapest, Hungría
- 14 de octubre - Kosice, Eslovaquia
- 15 de octubre - Bratislava, Eslovaquia
- 16 de octubre - Naila, Alemania
- 17 de octubre - Pilsen, República Checa
- 19 de octubre - Zlín, República Checa
- 20 de octubre - Praga, República Checa
- 22 de octubre - Telfs, Austria
- 23 de octubre - Viena, Austria
- 25 de octubre - Stuttgart, Alemania
- 27 de octubre - Turín, Italia
- 28 de octubre - Milán, Italia
- 29 de octubre - San Donà di Piave, Italia
- 31 de octubre - Madrid, España
- 1 de noviembre - Valencia, España
- 2 de noviembre - Barcelona, España
- 4 de noviembre - Lille, Francia
- 5 de noviembre - París, Francia
- 6 de noviembre - Nantes, Francia
- 8 de noviembre - Limoges, Francia
- 10 de noviembre - Estrasburgo, Francia
- 11 de noviembre - Schaffhausen, Suiza
- 12 de noviembre - Sion, Suiza
- 13 de noviembre - Lyon, Francia
- 15 de noviembre - Pratteln, Suiza
- 17 de noviembre - Ámsterdam, Países Bajos
- 18 de noviembre - Coesfeld, Alemania
- 19 de noviembre - Memmingen, Alemania
- 20 de noviembre - Heidelberg, Alemania
- 21 de noviembre - Aschaffenburg, Alemania
- 23 de noviembre - Núremberg, Alemania
- 24 de noviembre - Ratisbona, Alemania
- 25 de noviembre - Berlín, Alemania
- 26 de noviembre - Leipzig, Alemania
- 28 de noviembre - Múnich, Alemania
- 29 de noviembre - Colonia, Alemania
- 30 de noviembre - Saarbrücken, Alemania
- 2 de diciembre - Amstelveen, Países Bajos
- 3 de diciembre - Bremen, Alemania
- 4 de diciembre - Hamburgo, Alemania
- 6 de diciembre - Vilna, Lituania
- 8 de diciembre - Helsinki, Finlandia
- 9 de diciembre - Tampere, Finlandia
- 10 de diciembre - Turku, Finlandia